# 부산대저고등학교
부산대저고등학교(釜山大渚高等學校)는 대한민국 부산광역시 강서구 대저동에 있는 사립 고등학교이다.

## 학교 연혁
- 1984년 12월 17일 : 부산대저고등학교 인가(8학급)
- 1985년 2월 22일 : 초대 차환복 교장 취임
- 1985년 3월 5일 : 개교 및 제1회 입학식
- 1988년 2월 9일 : 제1회 졸업식 거행
- 2008년 12월 25일 : 운동장 잔디 조성
- 2011년 2월 15일 : 학교 급식소 신축
- 2012년 2월 5일 : 학력향상 연구학교 선정(교육과학기술부 지정)
- 2015년 8월 20일 : 다목적 강당 증축 기공
- 2021년 2월 3일 : 고교학점제운영 선도학교 지정(~‘24)
- 2022년 3월 1일 : 제9대 정목경 교장 취임
- 2024년 2월 8일 : 제37회 졸업식(총 7,224명)
- 2024년 3월 4일 : 제40회 입학식(4학급 85명)

## 참고 자료
- 부산대저고등학교 - 한국교육학술정보원 학교알리미